# C&S Wholesale Grocers
C&S Wholesale Grocers (CSWG) ist ein Großhandelsunternehmen mit Firmensitz in Keene im US-Bundesstaat New Hampshire. Das Unternehmen ist privat geführt und gehört nach Angaben von Forbes zu den 100 größten nicht börsennotierten Unternehmen in den Vereinigten Staaten. Nach Forbes lag das Unternehmen im Jahr 2022 auf Platz 8 der in Privateigentum befindlichen Unternehmen.
Das Unternehmen begann 1918 mit einem Warenhaus in Massachusetts und vertreibt mittlerweile von 70 Niederlassungen in zwölf Bundesstaaten mit einer Gesamtlagerfläche von etwa 1.700.000 m² etwa 137.000 verschiedene Artikel an 7.700 verschiedene Einzelhandelsunternehmen. Zu den Produkten gehören landwirtschaftliche Erzeugnisse, Fleisch- und Milchprodukte, Delikatessen, frische und gefrorene Backwaren, Pflege- und Kosmetikprodukte, Süßwaren und Tabak.
Kunden des Unternehmens sind unter anderem die U. S. Army, Pathmark, Safeway Inc., Food Giant Stores, Shaw’s Supermarkets, Stop & Shop, A&P Supermarkets, Big Y Foods, Target Corporation, Great American, SavMart/Foodmax, Demoulas sowie weitere unabhängige Einzelhändler und Supermarkteigentümer oder -betreiber.
C&S besitzt die Lebensmittelmarke Piggly Wiggly, die unabhängig an Ladenbetreiber franchisiert wird, die Supermarktmarke Grand Union sowie mehrere Eigenmarken, darunter Best Yet.
Im September 2023 gaben Kroger und Albertson bekannt 413 Filialen an C&S Wholesale Grocers zu verkaufen, um den kartellrechtlichen Auflagen  ihres geplanten Mergers gerecht zu werden. Das Paket wird einen Preis von 1,9 Milliarden US-Dollar haben.

## Gerichtsverfahren
Im April 2006 brachten drei ehemalige und ein noch beschäftigter Angestellter des Unternehmens eine Klage vor ein amerikanisches Bezirksgericht. In dem Fall wurde dargelegt, wie der zweitgrößte Lebensmittelgroßhändler der USA sowohl Bundesrecht als auch Recht der einzelnen Bundesstaaten durch illegale Lohnkürzungen bricht, weil wegen Minderleistungen oder Fehlern einzelner Mitglieder einer aus vier bis acht Mitarbeitern bestehenden Arbeitsgruppe allen Mitgliedern der Arbeitsgruppe zur Strafe der Lohn gekürzt wird. Lohnkürzungen entstanden auch, weil den Mitarbeitern Überstunden und Arbeit von mehr als zehn Stunden pro Tag nicht bezahlt wurden. Einzelnen Mitarbeitern wurde der vereinbarte Stundenlohn nicht gezahlt, andere wurden aufgefordert, in den Mittagspausen oder nach dem offiziellen Schichtende ohne Bezahlung weiterzuarbeiten. Die Klage wurde durch die Kanzlei Sanford, Wittels & Heisler, LLP vertreten.
Ein Anwalt der Klagepartei formulierte es etwa wie folgt: Das Unternehmen bestraft seine Niedriglohnmitarbeiter und weist gleichzeitig einen Rekordumsatz von 18 Mrd. Dollar aus. Die Mitarbeiter, die die Gewinne erwirtschaften, sind faktisch gezwungen, zu den Arbeitsbedingungen des Unternehmens zu schweigen, da sie anderweitig Gefahr laufen, ihren Arbeitsplatz zu verlieren.
Das Unternehmen wies jedes Fehlverhalten von sich und sprach der Klage jede Erfolgsaussicht ab. Die Teamzusammensetzung widerspreche keiner gesetzlichen oder rechtlichen Vereinbarung. Das Unternehmen sei hingegen stolz auf die selbstverwalteten Arbeitsgruppen, sie seien Grundlage für die erfolgreiche und engagierte Arbeiterschaft. In Untersuchungen von Beratungsunternehmen würde das Konzept der Gruppenarbeit sehr gelobt.